# Меркуријал
Меркуријал, вишеплатформска дистрибуирана алатка за надзорну контролу намењена програмерима, је већински имплементирана коришћењем програмског језика Пајтон, али укључује и имплементацију диф програма написаног у Це-у. Подржавају га Windows и Јуникс-слични системи, као рецимо FreeBSD, OS X и Линукс. Меркуријал ради преко интерфејса командне линије, али су екстензије за графичко кориснички интерфејс доступне. Све Меркуријал операције се наводе као аргументи њиховог главног програма hg(референца на Hg – хемијски симбол за живу).
Главни циљеви у дизајну Меркуријала укључују високе перфомансе и скалабилност, децентрализацију, потпуно дистрибуирани заједнички развој, стабилно руковање текстуалним и бинарним датотекама, као и унапређена гранања и могућност спајања уз идеју очувања једноставности. Укључује интегрисани веб-интерфејс. Меркуријал је, такође, олакшао транзицију за кориснике осталих система за контрола верзија, највише Субверзија.
Мет Макал је створио Меркуријал и даље ради као главни девелопер. Меркуријал је пуштен као бесплатан софтвер под условима GNU GPLv2 лиценце (или било које касније верзије).

## Историја
Макал је први пут најавио појаву Меркуријала 19. априла 2005. Подстицај за то је саопштење објављено нешто раније тог месеца о повлачењу Битмоверовог бесплатног BitKeeper-a.
BitKeeper је коришћен за упраљање изворним кодом код Линукс кернел пројекта. Макал је одлучио да напише дистрибуирани изворни код система као замена Линукс кернелу. Овај пројекат је започео пар дана након још једног пројекта званог Гит, који је покренуо Линус Торвалдс са сличном намером.
Пројекат Линукс кернела је одлучио да радије користи Гит него Меркуријал, али се Меркуријал данас користи за остале различите пројекте (погледај испод). “Гит против Меркуријала” је постао један од светих ратова хакерске културе.
Као одговор мејл листи Меркуријала, Мет Макал је објаснио како је име „Меркуријал“ изабрано:
Непосредно пре свог првог издања, прочитао сам чланак о поразу тренутног BitKeeper-а који описује Лери МекВој-а као меркуријал (у смислу „непредвидив“). Због различитих значења, прикладна скраћеница и добар фит са мојом претходно постојућом шемом имена (погледајте моју е-мејл адресу), савршено се уклопило. Меркуријал је добио име у част Лерија. Не знам да л' је истина и за Гит.
Године 2013, Фејсбук је усвојио Меркуријал и почео да га развија за руковање њиховом великим и јединственим кодним складиштем.

## Дизајн
Меркуријал користи SHA-1 хешеве да идентификује корекције. За приступ складишту, Меркуријал користи HTTP базиран протокол који тражи да смањи повратне захтеве, нове конекције и пренесене податке. Меркуријал такође ради преко SSH-а где је протокол јако сличан оном који је базиран на HTTP-у. Користи троструко спајање пре него што позове спољашње алатке за спајање.

## Употреба
Приказ 1 показује неке најбитније операције у Меркуријалу и њихову повезаност са концептима Меркуријала.

## Сродни софтвер
- ГКИ (графички кориснички интерфејс) интерфејси за Меркуријал уклјучују:

TortoiseHgTortoiseHg је вишеплатформски ГКИ за Меркуријал. Већина Меркуријалових операција могу бити покренуте са графичког интерфејса. Може бити употребљено на Windows, Mac OS X, или Линукс системима. На Windows системима, TortoiseHg инсталер везује Меркуријал и Пајтон.
MacHgMacHg је бесплатан и брз вишенитан фронтенд за Mac OS X 10.6 и касније верзије.
SourceTreeје бесплатан клијент за Mac OS X и Windows ГУИ, којег је развио Atlassian, који ради и са Меркуријалом, и са Гитом.
HgkОво је био првобитни прегледач пријава за Меркуријал. Имплементиран је као продужетак за Меркуријал са tcl/tk фронтендом. Заснован је на сличном алату за Гит, који се назива gitk. Овај брегледач се сматра сада непожељним. Препоручене алтернативе су hgview или TortoiseHg.
MurkyГКИ за Mac OS X писан у Objective-C 2.0. Ради на Mac OS X 10.5 и на каснијим верзијама.
MacMercurialГКИ за Mac OS X, који не треба да у потпуности замени употребу командне линије за Меркуријал, него да олакша најуобичајније Меркуријал операције. Ради на Mac OS X 10.4 и на каснијим верзијама.
EasyMercurialТо је прост кориснички интерфејс за Меркуријал дистрибуиране системе за контролу. Он је бесплатан вишеплатформски софтвер отвореног кода.
hgtuiТо је бесплатан ТКИ за Линукс и Windows.
- Сродни алати за спајање су (h)gct (Qt) и Meld.[17]
- Увожење је омогућено из следећих типова складишта: CVS, Darcs, Git, GNU Arch, Monotone, Perforce, Bazaar and Subversion.
- Microsoft Visual Studio подржава Меркуријал са VisualHG[18] и HgSccPackage[19] додацима.
- NetBeans подржавају Меркуријал од верзије 6.
- Eclipse подржава Меркуријал помоћу MercurialEclipse[20] додатка.
- GNU Emacs подржава Меркуријал у свом VC продућетку.

## Усвајање
Иако Меркуријал није био изабран да руководи изворима Линукс кернела, прихаћен је од појединих организација, укљућујући Фејсбук, W3C, и Мозила.

### Хостовање изворног кода
Следећи интернет сајтови обезбеђују бесплатно хостовање изворног кода за складишта Меркуријала:
- Bitbucket од Atlassian
- CodePlex од Мајкрософта[22]
- Codebase[23]
- JavaForge
- Project Kenai од Oracle
- SourceForge
- Assembla
- GNU Savannah од FSF
- Alioth од Debian
- BerliOS
- Kiln од Fog Creek Software
- Остали[24]

### Пројетки отвореног кода који користе Меркуријал
Неки пројекти који користе Меркуријал
- Adblock Plus[26]
- Adium
- CLISP
- Coin3D[27]
- GNU Health
- GNU Multi-Precision Library
- GNU Octave
- Growl
- IcedTea
- Illumos[28]
- LEMON
- libzip
- MoinMoin wiki software
- Mozilla[29]
- Mutt
- Nginx
- NetBeans[30]
- Ogre3D[31]
- OpenJDK[32]
- OpenIndiana[33]
- Orthanc
- OSSEC
- Pidgin
- SDL
- Tryton
- XEmacs